# Pommiers (Indre)
Pommiers – miejscowość i gmina we Francji, w Regionie Centralnym, w departamencie Indre.
Według danych na rok 1990 gminę zamieszkiwało 279 osób, a gęstość zaludnienia wynosiła 23 osoby/km² (wśród 1842 gmin Regionu Centralnego Pommiers plasuje się na 862. miejscu pod względem liczby ludności, natomiast pod względem powierzchni na miejscu 1037.).